# Manuel Teniente
Manuel Teniente är en ort i Mexiko.   Den ligger i kommunen Omitlán de Juárez och delstaten Hidalgo, i den sydöstra delen av landet, 100 km nordost om huvudstaden Mexico City. Manuel Teniente ligger 2 547 meter över havet och antalet invånare är 175.
Terrängen runt Manuel Teniente är lite bergig. Runt Manuel Teniente är det ganska tätbefolkat, med 93 invånare per kvadratkilometer. Närmaste större samhälle är Pachuca de Soto, 13,3 km sydväst om Manuel Teniente. I omgivningarna runt Manuel Teniente växer i huvudsak blandskog.